# Marais de Kow (site paléolithique)

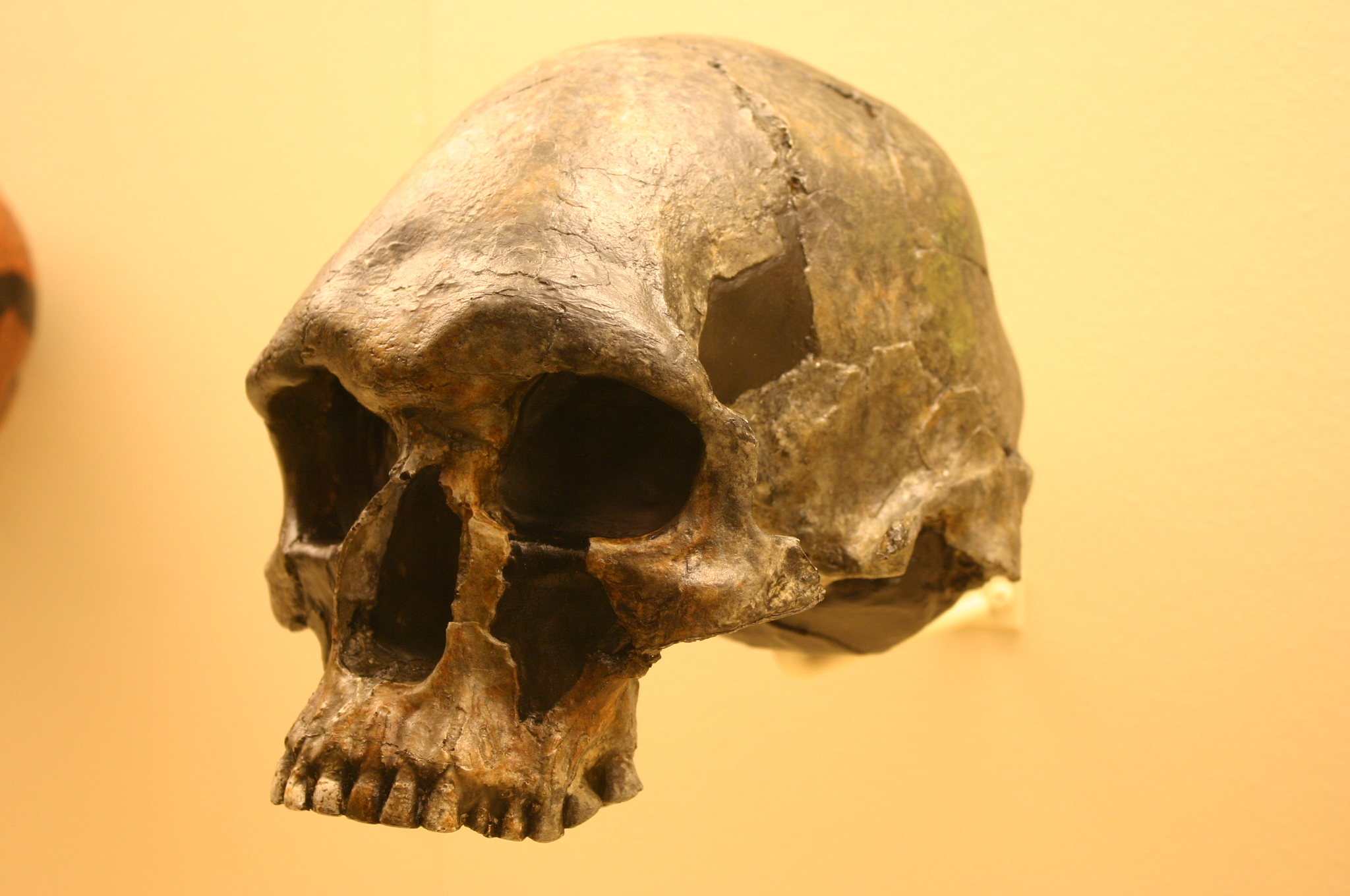
Moulage du crâne découvert sur le site 1 du marécage de Kow.

Le site archéologique du marécage de Kow (de l’anglais Kow swamp abrégé par KS) comprend une série de sépultures datée de la fin du Pléistocène au sein d'un ancien lac connu sous le nom Kow Swamp. Le site est situé en Australie au nord de Melbourne, à 10 km au sud-est de Cohuna dans la vallée centrale de la rivière Murray, dans le nord de Victoria. Le site est connu pour les découvertes archéologiques qui ont été faites par Alan Thorne entre 1968 et 1972 et ont permis de récupérer les restes de squelettes partiels de plus de 22 individus.

## Localisation
Le nom de Kow est dérivé d'un mot de la langue autochtone Yorta (Ghow), qui se réfère au sol blanc de gypse trouvés dans la région. Le marécage de Kow est aujourd’hui un plan d'eau permanent, en raison de son utilisation comme réservoir pour l'irrigation. Le lac fait 15 kilomètres de circonférence avec une profondeur moyenne de 3 mètres. Il était à l'origine un marais à faible altitude, rempli d’eau occasionnellement lors des crues de la rivière Murray et dans une moindre mesure par le ruisseau Bendigo.

## Découverte
Il existe des preuves d’une occupation autochtone récente de la région notamment en raison de la présence d’arbres scarifiés et de tertres. Des documents rédigés par les premiers colons européens décrivent un site cérémoniel autochtone sur le côté nord du marais. La preuve la plus notable a été la découverte en 1925, sur la côte ouest du marais par un entrepreneur de terrassement local. À la suite de cette découverte, le rédacteur en chef du journal local Cohuna Farmers Weekly a informé les autorités et l'importance de la découverte a été réalisée. Dans les années 1960, Alan Thorne a également identifié un os archaïque dans les collections du Musée de Victoria et a retracé le lieu de découverte au marécage de Kow. À la suite de ces recherches, des fouilles archéologiques sont menées entre 1968 et 1972 par Thorne pour le compte de l’Australian National University de Canberra. D'autres restes sont notamment trouvés aux alentours du marais par un résident local intéressé, Gordon Spark. En 1972, les restes d'au moins quarante personnes avaient été découverts et étudiés. Ces nouvelles découvertes ont aidé à comprendre l'histoire génétique des autochtones d’Australie et permis d’établir l’existence de différentes vagues d'immigrants vers l'Australie avant l’établissement des européens.

## Datation
La datation au radiocarbone a donné un large éventail d'âges des sépultures. Les tombes ont été réalisées entre 13 000 ± 280 (ANU1236) ce qui correspond à la datation d’un coquillage dans la tombe KS5 et 10 070 ± 250 (ANU-403b) correspondant à partir d’os apatite de KS10. La datation la plus récente donnant 6500 AC pour KS1,.
Une datation par luminescence stimulée optiquement (OSL) a été entreprise sur le site d'enfouissement du marécage de Kow en 2003 (près de KS 9, la seule sépulture creusée in situ). Les résultats de cette seconde datation suggèrent que le cimetière était en cours d'utilisation entre 22 000 et 19 000 ans avant notre ère, plutôt qu’entre 15 000 et 9 000 ans. La datation par l'OSL a été mise en question notamment en raison de la difficulté de distinguer le sable « contemporain » du sable des sépultures. Cependant, les dates obtenues par l’OSL donnent, dans le cas d’une contamination par des carbones contemporain, qu’un âge minimum ce qui contredit malgré tout les datations au carbone 14.

## Description
Les descriptions initiales du crâne découvert dans le marécage de Kow indiquaient une « plaque frontale fuyante, des régions suborbitales massives et une supraglabella fossae... ». Cet ensemble de caractéristiques morphologique été considéré comme « une forme d’erectus oriental presque non modifié » affichant « des caractéristiques archaïques non présents chez les aborigènes contemporains ». Cette analyse concluait que « l’Homo erectus avait survécu en Australie jusqu'à il y a 10 000 ans avant notre ère ». Donald Brothwell et d'autres ont contesté cette interprétation suggérant que la taille de la voûte et la forme du crâne du marécage de Kow avait été provoqué par une déformation crânienne artificielle, en particulier celui découvert dans le site numéro 5,,.
Les comparaisons morphologiques des sépultures ont permis de les distinguer des crânes des aborigènes autochtones modernes ainsi que d’un autre groupe plus gracile du Pléistocène dont les restes ont été découverts à proximité des lacs Mungo et Keilor,,. Ces différences ont été utilisées pour formuler le postulat de l’arrivée de groupes distincts de personnes au cours de l’histoire de la colonisation de l’Australie par l’homme. Toutefois, des études plus récentes mettent en doute le modèle de Thorne de deux populations distinctes au Pléistocène.

## Rapatriement
Après une démarche menée par des groupes communautaires autochtones pour obtenir le rapatriement des restes humains des collections de musées australiens et étrangers, les squelettes du marécage de Kow ont été retournés à la région et ré-enterrés. Des moulages de certains des crânes et mandibules sont détenus par le département d'archéologie et des sciences humaines à l'Université nationale australienne, ainsi que quelques moulages (y compris des moulages de KS1 et KS5) au London Natural History Museum et dans d'autres institutions. Malgré une vaste reconstruction, les découvertes du marécage de Kow sont restées extrêmement fragmentaires avec seulement deux des crânes, KS1 et KS5, présentant une relative intégrité.